# Squadra austriaca di Fed Cup
La squadra austriaca di Fed Cup (österreichische Fed-Cup-Mannschaft) rappresenta l'Austria nel torneo tennistico Fed Cup, ed è posta sotto l'egida della Österreichischer Tennisverband.
La squadra partecipa alla competizione dal 1963, anno della prima edizione, e ad oggi il suo miglior risultato sono le semifinali raggiunte in tre occasioni.

## Risultati
| = Incontro del Gruppo Mondiale |

### 2010-2019
| Anno | Turno                           | Data        | Sede           | Avversario    | Punteggio | Esito     |
| ---- | ------------------------------- | ----------- | -------------- | ------------- | --------- | --------- |
| 2010 | Gruppo I, Fase a gironi         | 3 febbraio  | Lisbona (PRT)  | Bielorussia   | 2 – 1     | Vittoria  |
| 2010 | Gruppo I, Fase a gironi         | 4 febbraio  | Lisbona (PRT)  | Gran Bretagna | 3 – 0     | Vittoria  |
| 2010 | Gruppo I, Fase a gironi         | 5 febbraio  | Lisbona (PRT)  | Bosnia-E.     | 3 – 0     | Vittoria  |
| 2010 | Gruppo I, Playoff               | 6 febbraio  | Lisbona (PRT)  | Svezia        | 0 – 3     | Sconfitta |
| 2011 | Gruppo I, Fase a gironi         | 2 febbraio  | Eilat (ISR)    | Bielorussia   | 0 – 3     | Sconfitta |
| 2011 | Gruppo I, Fase a gironi         | 3 febbraio  | Eilat (ISR)    | Grecia        | 3 – 0     | Vittoria  |
| 2011 | Gruppo I, Fase a gironi         | 4 febbraio  | Eilat (ISR)    | Croazia       | 0 – 3     | Sconfitta |
| 2011 | Gruppo I, Playoff 10º-11º posto | 5 febbraio  | Eilat (ISR)    | Lussemburgo   | 2 – 1     | Vittoria  |
| 2012 | Gruppo I, Fase a gironi         | 2 febbraio  | Eilat (ISR)    | Estonia       | 2 – 1     | Vittoria  |
| 2012 | Gruppo I, Fase a gironi         | 3 febbraio  | Eilat (ISR)    | Bulgaria      | 2 – 1     | Vittoria  |
| 2012 | Gruppo I, Playoff               | 4 febbraio  | Eilat (ISR)    | Gran Bretagna | 0 – 2     | Sconfitta |
| 2013 | Gruppo I, Fase a gironi         | 6 febbraio  | Eilat (ISR)    | Croazia       | 1 – 2     | Sconfitta |
| 2013 | Gruppo I, Fase a gironi         | 7 febbraio  | Eilat (ISR)    | Bielorussia   | 1 – 2     | Sconfitta |
| 2013 | Gruppo I, Fase a gironi         | 8 febbraio  | Eilat (ISR)    | Georgia       | 3 – 0     | Vittoria  |
| 2013 | Gruppo I, Playoff 9º-12º posto  | 10 febbraio | Eilat (ISR)    | Romania       | 2 – 1     | Vittoria  |
| 2014 | Gruppo I, Fase a gironi         | 5 febbraio  | Budapest (HUN) | Slovenia      | 3 – 0     | Vittoria  |
| 2014 | Gruppo I, Fase a gironi         | 6 febbraio  | Budapest (HUN) | Israele       | 1 – 2     | Sconfitta |
| 2014 | Gruppo I, Fase a gironi         | 8 febbraio  | Budapest (HUN) | Ucraina       | 1 – 2     | Sconfitta |
| 2014 | Gruppo I, Playoff 9º-12º posto  | 9 febbraio  | Budapest (HUN) | Gran Bretagna | 0 – 2     | Sconfitta |
| 2015 | Gruppo I, Fase a gironi         | 4 febbraio  | Budapest (HUN) | Serbia        | 0 – 3     | Sconfitta |
| 2015 | Gruppo I, Fase a gironi         | 6 febbraio  | Budapest (HUN) | Ungheria      | 0 – 3     | Sconfitta |
| 2015 | Gruppo I, Play-out              | 7 febbraio  | Budapest (HUN) | Lettonia      | 1 – 2     | Sconfitta |